# Cymbopogon martini
Cymbopogon martinii — вид трави роду Cymbopogon (лимонники), що походить з Індії та Індокитаю, але широко культивується у світі для отримання ефірної олії. Ця трава відоміша під назвою пальмароза (пальмова троянда), оскільки має солодкий і трояндовий аромат. Інші поширені назви: герань індійська, імбирна трава, роша, роша трава .

## Використання
Ефірна олія цієї рослини, яка містить хімічну сполуку гераніол, цінується за запах та використовується в народній медицині та побуті. Олія пальмарози є ефективним репелентом для захисту зерна та бобів від комах під час зберігання, як протиглисний засіб від нематод, а також як протигрибковий засіб і засіб від комарів. Олію пальмарози через її аромат троянди додають в мило та косметику, використовують у аромотерапії. Вона є протигрибковим засобом проти чорної плісняви (Aspergillus niger), пліснявого ґрунту (Chaetomium globosum) і Penicillium funiculosum, який заражує рослини.

## Культивування
C. martinii виростає 1,3-3 м у висоту, з ніжно-зеленим забарвленням і міцним тонким стеблом. Ця трава росте повільно, квітує три місяці; збір починають відразу після цвітіння. Назву «пальмароза» цій рослині дали через солодкий аромат троянди.
У дикій формі пальмароза росте в заболочених місцях в провінціях Індії та Непалу. Олію пальмарози отримують зі стебла та листя трави шляхом дистиляції протягом 2-3 годин, потім залишки рослини залишають перегнівати та використовують як гній або компост.
Пальмароза в розсаднику добре росте за умов інтенсивного поливу та майже нейтрального (pH = 7-8) ґрунту. Грунт добре зволожують за два-три дні до посіву для рівня вологості вище 60 %. Ця умова підвищує схожість насіння та посилює контроль над бур'янами на грядках. Крім того потрібно щомісяця заливати грунт для підтримки високого рівня вологи в грунті. Полив є найбільш важливим у перші 40 днів. Пальмароза добре росте на піщаному ґрунті з низьким вмістом азоту, достатньою кількістю фосфору та калію. Необхідно часто проводити ручну прополку. Пальмарозу часто суміщують з іншими культурами для придушення бур'янів, збільшуючи врожайність і ефективність землеробства. Здебільшого фермери змішують посіви з горохом, просо та сорго, які добре ростуть рядковим або смуговим способом посіву, оскільки пальмарозу можна збирати три-чотири рази на рік.
Для вирощування пальмарози здебільшого потрібен розсадник, інакше врожайність буде низька, як і прибуток. Ця вимога збільшує стартові витрати для фермерів, і для деяких вони зависокі. За умов вирощення не в розсаднику, підвищуюються затрати праці на прополку більш ніж на 70 % і знижується врожайність.